# Кантони Швейцарії
26 кантонів Швейцарії (нім. Kanton, фр. canton, італ. cantone, ромш. chantun) є союзними членами Швейцарської Конфедерації. Ядро Швейцарської Конфедерації утворено трьома першими союзниками-конфедератами, які називалися лісовими кантонами (нім. Waldstätte). Для двох наступних визначних віх розвитку кантональної системи Швейцарії вживають терміни нім. Acht Alte Orte («конфедерація восьми»; між 1353 та 1481 роками) та нім. Dreizehn Alte Orte («конфедерація тринадцяти» в 1513—1798 роках), які позначають важливі проміжні періоди Старої швейцарської конфедерації.
Кожен кантон (або раніше: нім. Statt («місцина/поселення») чи нім. Städte und Länder («міста та сільські землі»), або нім. Ort («терен», букв.: «місце», що стосувалося суверенної території, спільноти) чи нім. Stand («союзний член») з XIII ст. до бл. 1800 рік) був повністю суверенною державою з власним контролем над кордонами, армією та валютою від Вестфальського миру (1648) до заснування швейцарської федеральної держави 1848 року, з коротким періодом централізованого управління в часи Гельветійської республіки (1798—1803), саме під час якої був повністю визначений сам термін «кантон». З 1833 року існували 22 кантони, які перетворилися на 23, коли 1979 року зі складу кантону Берн було виокремлено кантон Юра.

## Термінологія та її історичний розвиток
Термін «кантон» вживається на позначення адміністративної одиниці низки країн і відомий з французької назви XV ст. у значенні «кут, край» (записано у Фрайбурзі 1475 року), але найбільш відомий саме у вжитку щодо швейцарських кантонів.
У німецькомовній Швейцарії використовувався термін нім. Ort («терен») з початку XV ст. як загальний термін для об'єднань міст та сільських спільнот, які до того окремо іменували нім. Städte («міста») та нім. Länder («сільські місцевості»), або навіть нім. Stett/Statt («місцина») до та під час початку Старої Швейцарської конфедерації.. Після 1550 року дедалі частіше використовувався термін нім. Stand («держава»).
Французький термін кантон зрідка почав використовуватись у німецькій мові після 1648 року, а використання назв Ort та Stand у німецькомовній частині Швейцарії поступово зникло лише після Гельветійської республіки. І лише з Актом про медіацію 1803 року німецькомовний варіант Kanton став офіційною назвою; потім це було записано в Конституцію Швейцарії 1848 року.
Термін Stand використовується синонімічно (франзузькою état) і відображений у назві верхньої палати швейцарського парламенту, Раді кантонів (нім. Ständerat, фр. Conseil des États, італ. Consiglio degli Stati, ромш. Cussegl dals Stadis).
«Республіка»
У конституціях окремих кантонів затверджено їхні довші офіційні назви. Більшість кантонів Романдії (Женева, Юра, Невшатель, Вале та Во) і Тічино офіційно іменують себе республіками (république/repubblica), принаймні в конституціях.
Наприклад, офіційна назва кантону Женева — «Республіка і кантон Женева» (фр. République et canton de Genève).

## Історія

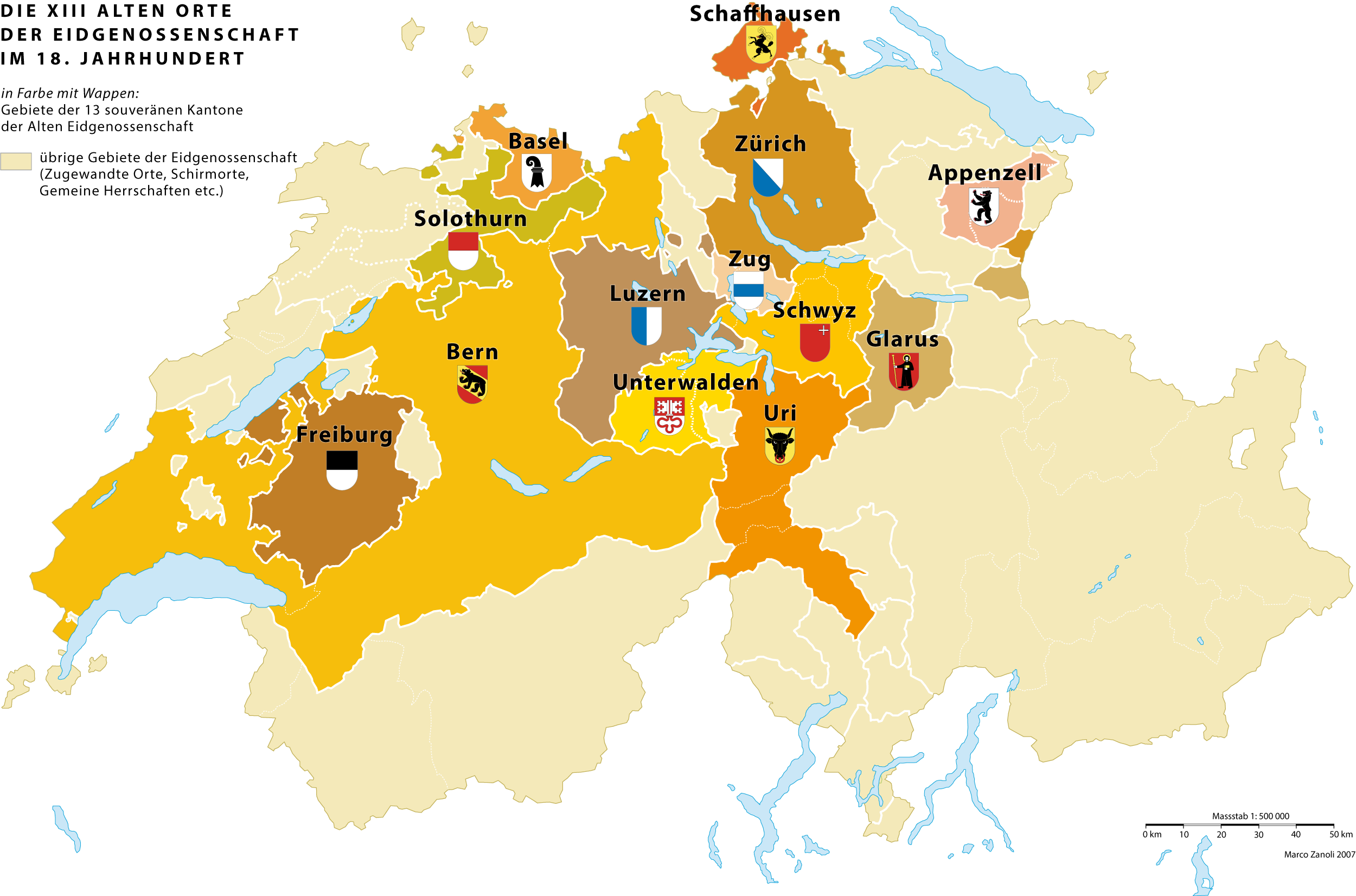
«Конфедерація 13 кантонів» Старої Швейцарської конфедерації (1513—1798)

У XVI столітті Стара Швейцарська конфедерація складалась із 13 суверенних союзних членів (нім. Dreizehn Alte Orte) двох різних типів: 5 сільських держав — Урі, Швіц (назва якого була запозичена для конфедерації), Унтервальден, Гларус, Аппенцелль — та 8 міських держав — Цюрих, Берн, Люцерн, Цуг, Базель, Фрібур, Золотурн, Шаффгаузен.
Хоча формально швейцарці були частиною Священної Римської Імперії, де-факто вони стали незалежними, коли перемогли імператора Максиміліана 1499 року під Дорнахом.
У ранній модерний період окремі члени конфедерації почали вважатися республіками; 6 держав (5 сільських та Цуг) мали традицію прямої демократії у формі нім. Landsgemeinde, а міські держави управлялись через представництво в міських радах, де-факто олігархічних системах, у яких домінували шляхетські родини.
Старий порядок була відкинуто при утворенні Гельветійської республіки після вторгнення наполеонівської армії у Швейцарію 1798 року. У Гельветійській республіці кантони були лише адміністративними одиницями без будь-якого суверенітету. Республіка була повалена через п'ять років, і суверенітет кантонів був відновлений Актом про медіацію 1803 року. Статус Швейцарії як федерації держав також був відновлений, і вона вже складалася з 19 кантонів (до традиційних Тринадцяти кантонів додались колишні асоційовані та підвладні землі: Санкт-Галлен, Граубюнден, Ааргау, Тургау, Тічино, Во). Три додаткові західні кантони, Вале, Невшатель та Женева, приєдналися 1815 року.
Процес Реставрації, завершений до 1830 року, повернув майже всі колишні феодальні права шляхті кантонів, що призвело до повстань сільського населення. Втіленням цих демократичних сил була Ліберальна радикальна партія, яка закликала до прийняття нової федеральної конституції. Ця напруженість разом з релігійним питанням («питання єзуїтів») призвела до збройного конфлікту в 1840-ті та короткої Зондербундської війни. Перемога радикальної партії мала наслідком формування Швейцарії як федеративної країни 1848 року. Кантони отримали великий суверенітет, але вже не мали права утримувати власну армію чи підтримувати міжнародні відносини. З урахуванням провалу революцій 1848 року в Західній Європі Швейцарія від 1848 року і до кінця Першої світової війни була (за винятком Третьої французької республіки) єдиною демократичною республікою в оточенні відновлених монархій Франції, Італії, Австро-Угорщини та Німеччини.

## Конституція

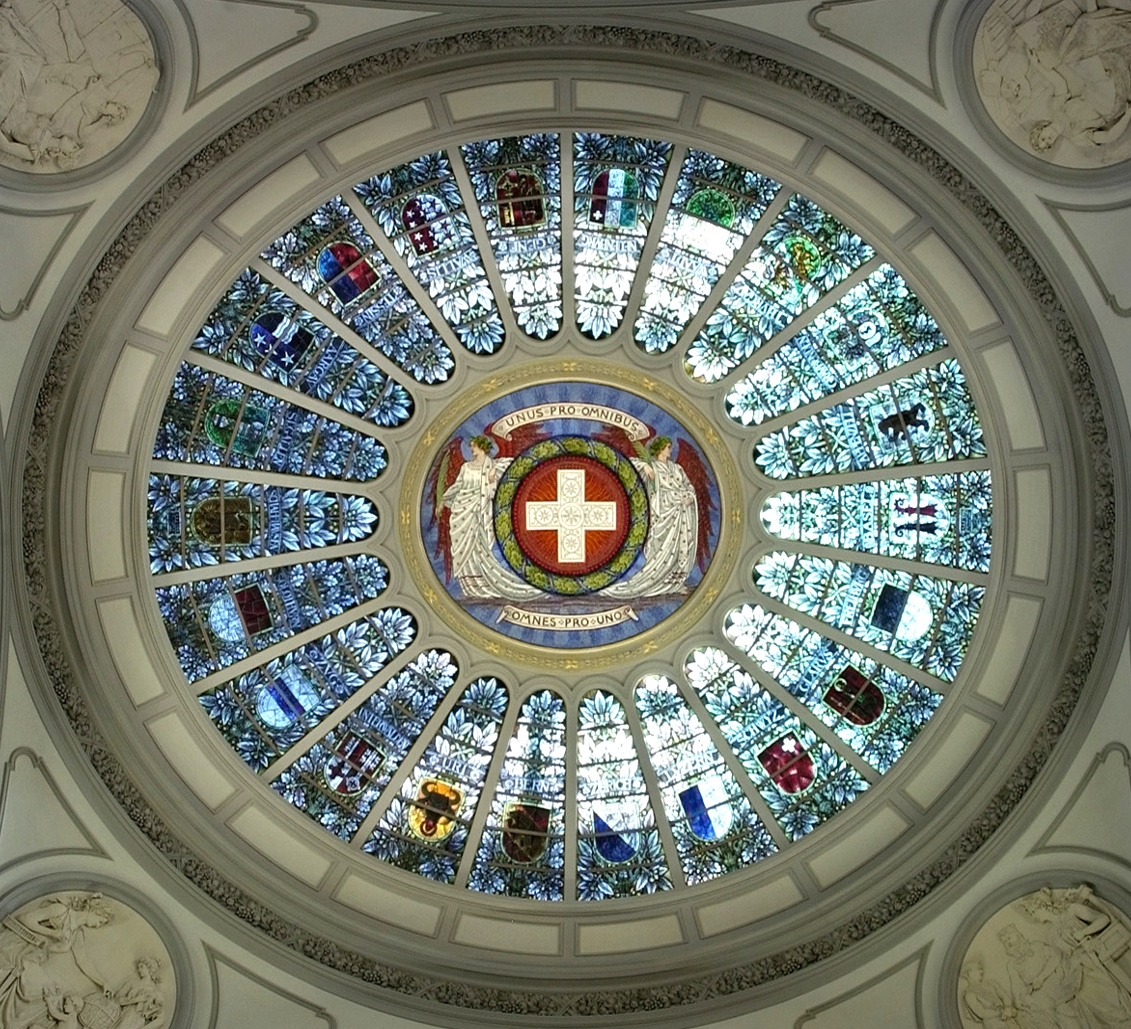
22 кантональні герби (усі, крім Юри, напівкантони представлені спільно) на вітражі в куполі Федерального палацу Швейцарії (бл. 1900 р.)

Кожен кантон має власну конституцію, законодавчу владу, уряд та суд. У більшості кантонів законодавча влада представлена однопалатними парламентами з кількістю депутатів від 58 до 200. У декількох кантонах законодавча влада представлена генеральною асамблеєю (нім. Landsgemeinden). Кантональні уряди складаються з 5—7 членів.
Федеральна конституція Швейцарії декларує, що кантони є суверенними в тій мірі, у якій їхній суверенітет не обмежений федеральним законом. Кантони також мають усю владу та компетенції, які не були делеговані Конфедерації конституцією. З найбільш важливого, кантони відповідальні за охорону здоров'я, соціальний захист, підтримання правопорядку та публічну освіту; вони також зберігають право на оподаткування. Кантональні конституції визначають ступінь автономності, яка надається муніципалітетам, тому вона є різною, але майже завжди включає право оподаткування та муніципальне законодавство.
Площі і населення кантонів також різні — від 37 км2 до 7 105 км2 та від 15 тис. до 1 244 тис. населення відповідно.

## Пряма демократія
Як на федеральному рівні, всі кантони мають якусь форму прямої демократії. Громадяни можуть вимагати народного голосування для зміни конституції чи законів кантону, або накладання вето на закони, прийняті парламентом. Загальні народні асамблеї (Landsgemeinde) нині існують лише в кантонах Аппенцелль-Іннерроден та Гларус. У всіх інших кантонах демократичні права висловлюються таємним голосуванням.

## Перелік кантонів
Кантони наведені в порядку, зазначеному у федеральній конституції. Він відображає історичний порядок старшинства Восьми кантонів у XV сторіччі, після якого наводяться інші кантони в порядку історичних дат їхнього вступу до Конфедерації.
| Герб                                   | Код | Кантон                 | З                                        | Столиця                   | Населення | ВВП на 1 особу (2014) у CHF | Площа (км2) | Густота населення (на 1 км2) | Кількість муніципалітетів | Офіційні мови                                |
| -------------------------------------- | --- | ---------------------- | ---------------------------------------- | ------------------------- | --------- | --------------------------- | ----------- | ---------------------------- | ------------------------- | -------------------------------------------- |
| Coat of arms of Zürich                 | ZH  | Цюрих                  | 1351                                     | Цюрих                     | 1 487 969 | 96 411                      | 1 729       | 701                          | 168                       | німецька                                     |
| Coat of arms of Bern                   | BE  | Берн                   | 1353                                     | Берн                      | 1 026 513 | 76 307                      | 5 959       | 158                          | 352                       | німецька, французька                         |
| Coat of arms of Luzern                 | LU  | Люцерн                 | 1332                                     | Люцерн                    | 403 397   | 65 119                      | 1 497       | 233                          | 83                        | німецька                                     |
| Coat of arms of Uri                    | UR  | Урі                    | 1291                                     | Альтдорф                  | 36 145    | 51 332                      | 1 077       | 33                           | 20                        | німецька                                     |
| Coat of arms of Schwyz                 | SZ  | Швіц                   | 1291                                     | Швіц                      | 155 863   | 58 788                      | 908         | 143                          | 30                        | німецька                                     |
| Coat of arms of Obwalden               | OW  | Обвальден              | 1291 або 1315 (як частина Унтервальдена) | Зарнен                    | 37 378    | 64 253                      | 491         | 66                           | 7                         | німецька                                     |
| Coat of arms of Nidwalden              | NW  | Нідвальден             | 1291 (як Унтервальден)                   | Штанс                     | 42 556    | 69 559                      | 276         | 138                          | 11                        | німецька                                     |
| Coat of arms of Glarus                 | GL  | Гларус                 | 1352                                     | Гларус                    | 40 147    | 67 379                      | 685         | 51                           | 3                         | німецька                                     |
| Coat of arms of Zug                    | ZG  | Цуг                    | 1352                                     | Цуг                       | 123 948   | 150 613                     | 239         | 416                          | 11                        | німецька                                     |
| Coat of arms of Fribourg               | FR  | Фрібур                 | 1481                                     | Фрібур                    | 311 914   | 58 369                      | 1 671       | 141                          | 150                       | французька, німецька                         |
| Coat of arms of Solothurn              | SO  | Золотурн               | 1481                                     | Золотурн                  | 269 441   | 65 588                      | 790         | 308                          | 109                       | німецька                                     |
| Coat of arms of Basel-City             | BS  | Базель-Штадт           | 1501 (як Базель до 1833/1999)            | Базель                    | 198 249   | 163 632                     | 37          | 5 072                        | 3                         | німецька                                     |
| Coat of arms of Basel-Country          | BL  | Базель-Ланд            | 1501 (як Базель до 1833/1999)            | Лісталь                   | 286 848   | 68 537                      | 518         | 502                          | 86                        | німецька                                     |
| Coat of arms of Schaffhausen           | SH  | Шаффгаузен             | 1501                                     | Шаффгаузен                | 80 769    | 85 529                      | 298         | 246                          | 26                        | німецька                                     |
| Coat of arms of Appenzell Ausserrhoden | AR  | Аппенцелль-Ауссерроден | 1513 (як Аппенцелль до 1597/1999)        | Герізау                   | 54 954    | 56 663                      | 243         | 220                          | 20                        | німецька                                     |
| Coat of arms of Appenzell Innerrhoden  | AI  | Аппенцелль-Іннерроден  | 1513 (як Аппенцелль до 1597/1999)        | Аппенцелль                | 16 003    | 61 067                      | 173         | 87                           | 6                         | німецька                                     |
| Coat of arms of St. Gallen             | SG  | Санкт-Галлен           | 1803                                     | Санкт-Галлен              | 502 552   | 72 624                      | 2 026       | 222                          | 77                        | німецька                                     |
| Coat of arms of Graubünden             | GR  | Граубюнден             | 1803                                     | Кур                       | 197 550   | 70 968                      | 7 105       | 26                           | 114                       | німецька, романшська, італійська             |
| Coat of arms of Aargau                 | AG  | Ааргау                 | 1803                                     | Аарау                     | 663 462   | 61 959                      | 1 404       | 388                          | 213                       | німецька                                     |
| Coat of arms of Thurgau                | TG  | Тургау                 | 1803                                     | Фрауенфельд / Вайнфельден | 270 709   | 60 533                      | 991         | 229                          | 80                        | німецька                                     |
| Coat of arms of Ticino                 | TI  | Тічино                 | 1803                                     | Беллінцона                | 354 375   | 82 438                      | 2 812       | 110                          | 130                       | італійська                                   |
| Coat of arms of Vaud                   | VD  | Во                     | 1803                                     | Лозанна                   | 784 822   | 68 084                      | 3 212       | 188                          | 318                       | французька                                   |
| Coat of arms of Valais                 | VS  | Вале                   | 1815                                     | Сьйон                     | 339 176   | 52 532                      | 5 224       | 53                           | 134                       | французька, німецька                         |
| Coat of arms of Neuchâtel              | NE  | Невшатель              | 1815/1857                                | Невшатель                 | 178 567   | 83 835                      | 803         | 206                          | 36                        | французька                                   |
| Coat of arms of Geneva                 | GE  | Женева                 | 1815                                     | Женева                    | 489 524   | 102 113                     | 282         | 1 442                        | 45                        | французька                                   |
| Coat of arms of Jura                   | JU  | Юра                    | 1979                                     | Делемон                   | 73 122    | 64 606                      | 839         | 82                           | 57                        | французька                                   |
| Coat of arms of Switzerland            | CH  |                        | Швейцарія                                | Берн                      | 8 419 550 | 78 619                      | 41 285      | 174                          | 2 289                     | німецька, французька, італійська, романшська |

Дволітерні позначення кантонів широко використовуються, наприклад на номерах авто, а також у кодах ISO 3166-2 для Швейцарії з префіксом «CH-» (Confœderatio Helvetica — Гельветійська конфедерація — де Helvetia є давньоримською назвою регіону). Наприклад, CH-SZ використовується для кантону Швіц.

## Напівкантони
Шість із 26 кантонів традиційно, але вже не офіційно, мають назви «напівкантони» (нім. Halbkanton, фр. demi-canton, італ. semicantone, ромш. mez-chantun), що віддзеркалює історію взаємної асоціації або поділу.
Напівкантони ідентифікуються в першій статті Швейцарської федеральної конституції 1999 року шляхом поєднання з іншою «половиною» сполучником «та». Це кантони Базель-Штадт та Базель-Ланд, Аппенцелль-Ауссерроден та Аппенцелль-Іннерроден, Обвальден та Нідвальден. Перегляд конституції 1999 року залишив цю відмінність на прохання урядів цих шести кантонів як спосіб позначити історичну асоціацію напівкантонів одного з одним. Перша стаття конституцій 1848 та 1874 років визначала Конфедерацію як союз «22 суверенних кантонів» та позначала напівкантони як «Unterwalden (ob und nid dem Wald [‘над та під лісом’])», «Basel (Stadt und Landschaft [‘місто та земля’])» та «Appenzell (beider Rhoden [‘обидві роди’])». Хоча термін «напівкантони» залишився у звичайному використанні, конституція 1999 року та офіційна термінологія з того часу використовує назву «кантони з половиною кантонального голосу».
Після того, як 1848 року їхня асоціація стала просто історичним фактом, напівкантони рівні іншим кантонам у всьому, крім двох аспектів:
- вони обирають лише одного члена Ради держав замість двох (параграф 2 статті 150 Конституції);
- у народних референдумах щодо змін до конституції, які вимагають і згоду більшості населення, і згоду більшості кантонів (Ständemehr / majorité des cantons), результат голосування їх населення враховується лише як половина (статті 140, 142). Це означає, що для цілей конституційного референдуму принаймні 12 із 23 результатів голосування населення по кантонах повинні підтримати поправку.[30]

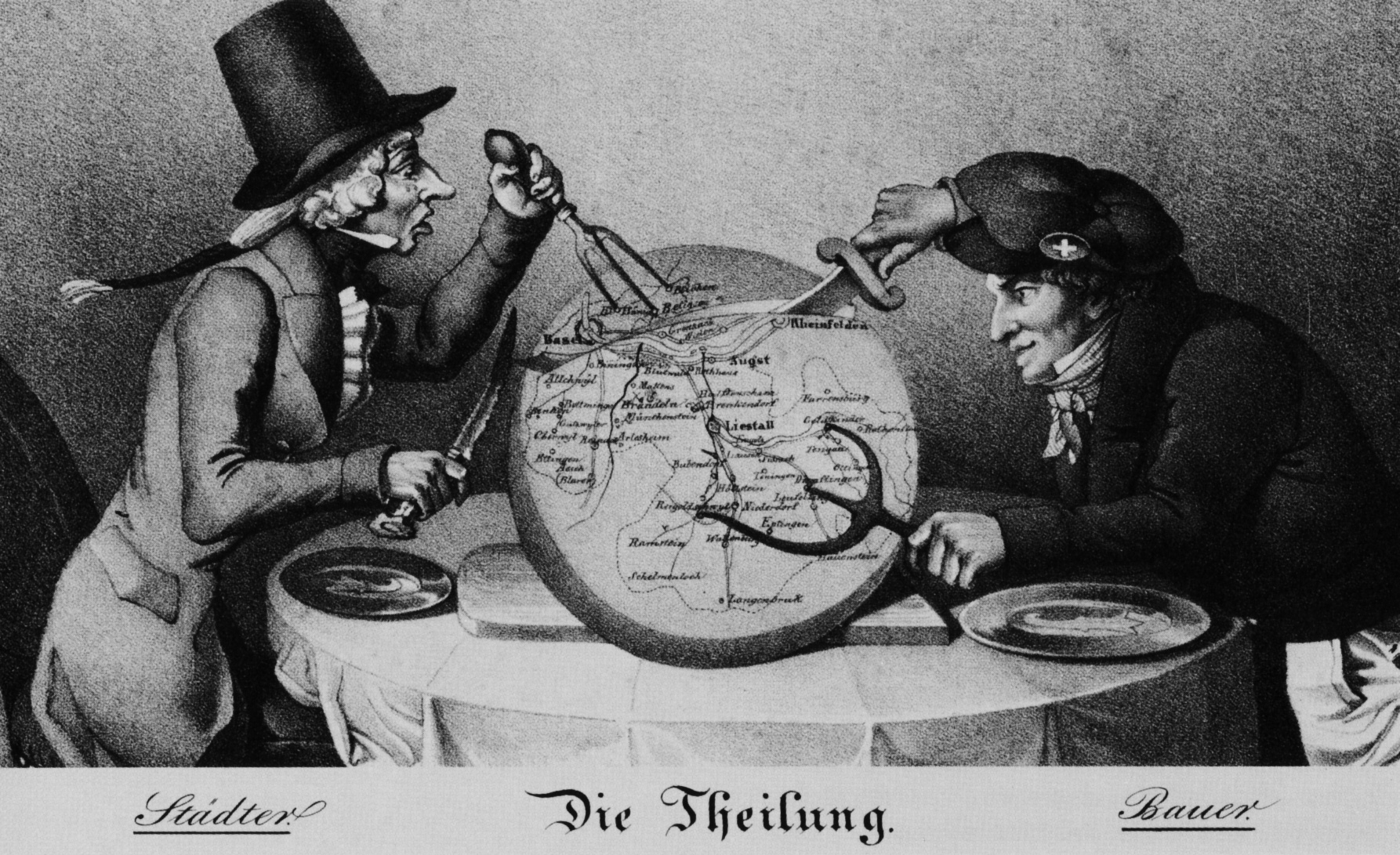
Карикатура на поділ Базеля, 1833

Причини, за якими три пари напівкантонів історично входили в асоціацію, різні:
- Унтервальден ніколи не мав єдиної юрисдикції. Початково Обвальден, Нідвальден та Абатство Енгельберг формували окремі спільноти. Проте спільний термін Унтервальден лишається у використанні для позначення території, яка взяла участь у створенні Старої Швейцарської конфедерації 1291 року разом із кантонами Урі та Швіц. Федеративна хартія 1291 року передбачала участь представників усіх трьох «теренів».[31]
- Кантон Аппенцелль поділився на сукупність «внутрішніх» та «зовнішніх» род (Rhoden) внаслідок Реформації у Швейцарії 1597 року:[32] Аппенцелль-Іннерроден (католицький) та Аппенцелль-Ауссерроден (протестантський).
- Кантон Базель був поділений 1833 року після того, яка сільська місцевість Базеля (зараз кантон Базель-Ланд) оголосила свою незалежність від міста Базель (зараз кантон Базель-Штадт), після періоду протестів та збройного конфлікту про недостатнє представництво численнішого сільського населення в політичній системі кантону.

У XX сторіччі частина юрських сепаратистів запропонувала, щоб новий кантон Юра був поділений на напівкантони Північна Юра та Південна Юра. Натомість Північна Юра стала (повним) кантоном Юра, а Південна Юра лишилася в складі кантону Берн як регіон Бернська Юра.

## Назви кантонів офіційними мовами Конфедерації
Назва кантону його власною офіційною назвою показана жирним.
| Абревіатура | Українською            | Німецькою               | Французькою                  | Італійською        | Романшською       |
| ----------- | ---------------------- | ----------------------- | ---------------------------- | ------------------ | ----------------- |
| AG          | Ааргау                 | Aargauⓘ                 | Argovie                      | Argovia            | Argovia           |
| AI          | Аппенцелль-Іннерроден  | Appenzell Innerrhodenⓘ  | Appenzell Rhodes-Intérieures | Appenzello Interno | Appenzell dadens  |
| AR          | Аппенцелль-Ауссерроден | Appenzell Ausserrhodenⓘ | Appenzell Rhodes-Extérieures | Appenzello Esterno | Appenzell dador   |
| BS          | Базель-Штадт           | Basel-Stadtⓘ            | Bâle-Ville                   | Basilea-Città      | Basilea-Citad     |
| BL          | Базель-Ланд            | Basel-Landschaftⓘ       | Bâle-Campagne                | Basilea-Campagna   | Basilea-Champagna |
| BE          | Берн                   | Bernⓘ                   | Berne                        | Berna              | Berna             |
| FR          | Фрібур                 | Freiburgⓘ               | Fribourg                     | Friborgo           | Friburg           |
| GE          | Женева                 | Genfⓘ                   | Genève                       | Ginevra            | Genevra           |
| GL          | Гларус                 | Glarusⓘ                 | Glaris                       | Glarona            | Glaruna           |
| GR          | Граубюнден             | Graubündenⓘ             | Grisons                      | Grigioni           | Grischun          |
| JU          | Юра                    | Juraⓘ                   | Jura                         | Giura              | Giura             |
| LU          | Люцерн                 | Luzernⓘ                 | Lucerne                      | Lucerna            | Lucerna           |
| NE          | Невшатель              | Neuenburgⓘ              | Neuchâtel                    | Neuchâtel          | Neuchâtel         |
| NW          | Нідвальден             | Nidwaldenⓘ              | Nidwald                      | Nidvaldo           | Sutsilvania       |
| OW          | Обвальден              | Obwaldenⓘ               | Obwald                       | Obvaldo            | Sursilvania       |
| SH          | Шаффгаузен             | Schaffhausenⓘ           | Schaffhouse                  | Sciaffusa          | Schaffusa         |
| SZ          | Швіц                   | Schwyzⓘ                 | Schwyz (чи Schwytz)          | Svitto             | Sviz              |
| SO          | Золотурн               | Solothurnⓘ              | Soleure                      | Soletta            | Soloturn          |
| SG          | Санкт-Галлен           | St. Gallenⓘ             | Saint-Gall                   | San Gallo          | Son Gagl          |
| TG          | Тургау                 | Thurgauⓘ                | Thurgovie                    | Turgovia           | Turgovia          |
| TI          | Тічино                 | Tessinⓘ                 | Tessin                       | Ticino             | Tessin            |
| UR          | Урі                    | Uriⓘ                    | Uri                          | Uri                | Uri               |
| VS          | Вале                   | Wallisⓘ                 | Valais                       | Vallese            | Vallais           |
| VD          | Во                     | Waadtⓘ                  | Vaud                         | Vaud               | Vad               |
| ZG          | Цуг                    | Zugⓘ                    | Zoug                         | Zugo               | Zug               |
| ZH          | Цюрих                  | Zürichⓘ                 | Zurich                       | Zurigo             | Turitg            |

## Включення нових кантонів
Збільшення Швейцарії шляхом додавання нових кантонів припинилось 1815 року. Остання формальна спроба, яку розглядала Швейцарія — референдум у Форарльберзі 1919 року, однак його було відкинуто. Декілька представників 2010 року подали парламентську пропозицію щодо розгляду питання збільшення, хоча її переважно розглядали як антиєвропейську риторику, а не серйозну пропозицію. Ця пропозиція була відкинута парламентом до розгляду.